# Подорож на Марс
«Подорож на Марс» (англ. «Journey to Mars»), або «Подорож до Марс прекрасного світу: його краса та пишність; його могутні раси та царства; його остаточний рок») (англ. «Journey to Mars the Wonderful World: Its Beauty and Splendor; Its Mighty Races and Kingdoms; Its Final Doom») — науково-фентезійний роман американського письменника Густавуса В. Поупа, написаний 1894 року. Автор назвав свою роботу «науковим романом».) Книга привернула увагу сучасників, зокрема вона може розглядатися як прецедент та можливе джерело для циклу широко відомих романів про планету Барсум Едгара Райса Берроуза. Роман-продовження твору — «Подорож на Венеру» — вийшов роком пізніше, у 1895 році.

## Сюжет
Роман Поупа розповідає історію лейтенанта ВМС США Фредерика Гемілтона. Під час подорожі до Антарктиди, його корабель затонув; він і моряк-маорі потрапляє на безлюдний острів. Хоча в кінці своєї боротьби зі стихією Гемілтон рятує дивного чоловіка, перш ніж він втрачає свідомість. Три тижні по тому Фредерик прокидається на борту космічного корабля, який летить на Марс. (Гемілтон спочатку не здогадується, що капітан корабля є марсіани, він припускає, що вони могли пройти з порожнистої Землі через полярний вхід, згідно з теорією Джона Сіммеса. Поуп також написав роман про підземний фантастичний світ.)
За припущенням Поупа на Марсі є три людські раси: червоні, жовті та сині марсіани. Вони досягли високих технологій, при цьому зберігаючи феодальне суспільство (що дозволяє проводити поєдинки та поєдинки на мечах), так само, як і в пізніших книгах Берроуза. Марсіани подорожують у «ефірних возах» та за допомогою антигравітаційних артефактів; вони користуються пристроями зв'язку, еквівалентними телевізійному та відеотелефонам. Поуп також розповідає про марсіанського-чарівника телепатику, який заклинає духів та читає майбутнє головного героя.
У Гемілтона описує різні пригоди, включаючи й романтичні з жовтошкірою принцесою Сугламією. Марсіани повинні переселятися зі свого світу через наступаючу планетарну катастрофу: метеори бомбардують планету (так звані марсіанські канали — це фактично лінійні міста, що робить їх більш легкими цілями), а супутники Фобос і Деймос загрожують руйнуванням поверхні. Гемілтон повертається на Землю, щоб спробувати знайти для них місце. Однак марсіанська революція руйнує його плани; він не пише ніяких пояснень про свої пригоди до спроби повернутися на червону планету.

## Письменник
Густавус В. Поуп (1828-1902) був лікарем, проживав у Вашингтоні, округ Колумбія, написав декілька книг про різні об'єкти (у тому числі й про шекспірівську Римську церкву). Поуп написав продовження роману «Подорож на Марс» під назвою Подорож до Венери, первісного світу; її дивовижні творіння та гігантські чудовиська (1895), в якій Гемілтон та Сугламія відвідали цю планету.

## Видання
«Подорож на Марс» перевидана у двома сучасними видавництвами: «Hyperion Press» у 1974 році та «Wildside Press» у 2008 році. Видання «Hyperion» містить рецензія знаменитого критика-фантастикознавця Сема Московіца.